# Maitha Al Khayat
Maitha Al Khayat (* 1979 in Ras Al Khaimah, Vereinigte Arabische Emirate) ist eine arabische Illustratorin und Autorin von Kinderbüchern. Sie verfasste mehrere Kinderbücher, von denen fünf auch in englischer Übersetzung vorliegen, und illustrierte darüber hinaus einige Bücher.
Zu ihren wichtigsten Büchern gehören I Love My Dad's Long Beard (2009), und My own special way. Letzteres  war  für  den  Marsh  Award  (2013)  nominiert und wurde vom Guardian als „entertaining and freshly told“ bezeichnet.
Al Khayat lebt in Ras Al Khaimah, Vereinigte Arabische Emirate.

## Leben
Maitha Al Khayat, die in den Vereinigten Arabischen Emiraten geboren wurde, verbrachte den Großteil ihrer Kindheit in den USA und Großbritannien. In der Mittelstufe in Großbritannien fing sie an, Bücher zu lesen. Nachdem sie Business Administration studierte, arbeitete sie in einer Schulbibliothek, bis sie sich entschied, zu heiraten und eine Familie zu gründen. Heute ist sie Mutter von vier Kindern, liest immer noch sehr gern und schreibt nicht nur für das Unternehmen Ajyaal Entertainment company, sondern ist auch als selbstständige Kinderbuchautorin und -illustratorin aktiv.
2016 war sie Jurymitglied der Auszeichnung Das außergewöhnliche Buch des Kinder- und Jugendprogramms des Internationalen Literaturfestivals Berlin.

## Literarisches Werk
Die Autorin verfasste mehrere Kinderbücher, von denen fünf ins Englische übersetzt wurden. Darüber hinaus illustrierte sie verschiedene Kinderbücher, von denen das Kinderbuch PengOuins – The Bedouin Penguins ebenfalls ins Englische übersetzt wurde.
Sämtliche von ihr verfasste und ins Englische übersetzte Bücher sind im Folgenden aufgeführt:

### I Love My Dad's Long Beard (2009)
Al Khayats Kinderbuch I Love My Dad's Long Beard wurde 2009 beim Verlag Zodiac Publishing in englischer und arabischer Sprache veröffentlicht und umfasst 30 Seiten. 
In “I love my Dad’s Long Beard” geht es um Väter. Väter, die – wie ihre Mütter – interessante Jobs haben und gerne mit ihren Kindern spielen. Im Mittleren Osten haben sie außerdem oft sehr lange Bärte, die den Kindern viele Möglichkeiten zum Spielen geben …

### My Own Special Way (2010)
Khayats Kinderbuch My Own Special Way wurde 2010 beim Verlag Kalimat in arabischer und englischer Sprache veröffentlicht und umfasst 62 Seiten. Das Buch wurde von Maya Fidawi illustriert. Das Buch ist noch nicht in deutscher Übersetzung erschienen. Es  war  für  den  Marsh  Award  (2013)  nominiert  und  wurde  vom  Guardian als »entertaining and freshly told« bezeichnet.
Das Buch erzählt die Geschichte von Hamda, die gerade alt genug ist, um ihr Kopftuch zu tragen – wie ihre älteren Schwestern. Doch sie muss ihren eigenen, ganz persönlichen Weg finden, das Tuch zu tragen und es zum Teil ihres Lebens zu machen.

### When a Camel craves Crunchies (2012)
Das in Reimen geschriebene Kinderbuch When a Camel craves Crunchies wurde 2012 beim Verlag Kalimat in arabischer und englischer Sprache veröffentlicht und umfasst 36 Seiten. Das Buch wurde von Mariana Ruiz Johnson illustriert. Das Buch ist noch nicht in deutscher Übersetzung erschienen.
In diesem Buch machen ein kleines Bedouinen-Mädchen und ein Kamel eine Reise rund um die kulinarische Welt der Vereinigten Arabischen Emirate.  

### Mom’s amazing Socks (2013)
Khayats Kinderbuch Mom’s amazing Socks wurde 2013 beim Verlag Kalimat in englischer und arabischer Sprache veröffentlicht und umfasst 16 Seiten. Das Buch wurde von Maya Fidawi illustriert. Das Buch ist noch nicht in deutscher Übersetzung erschienen. 
Das Buch erzählt die Geschichte eines Mädchens, das ihre Mutter immer wiedererkennt, obwohl sie eine Burka trägt – und zwar anhand ihrer bunten Socken.

### Turn off the Lights (2014)
Khayats Kinderbuch Turn off the Lights wurde 2014 beim Verlag Kalimat in englischer und arabischer Sprache veröffentlicht und umfasst 24 Seiten. Das Buch wurde von Gustavo Aimar illustriert. Das Buch ist noch nicht in deutscher Übersetzung erschienen.
In Turn off the Lights wird erzählt, wie der kleine Junge Omar, der auf einer Farm lebt, in der Nacht umherzieht und mit den Tierkindern der Farm spielen möchte. Dabei erklären ihm die Eltern der Tiere, dass die Kleinen schon schlafen – und als diese dann endlich wach sind und mit Omar spielen möchten, ist dieser viel zu müde und geht geradewegs ins Bett.